# Baptistička crkva Zagreb
Baptistička crkva Zagreb baptistička je crkva koja se nalazi u zagrebačkoj četvrti Gornji Grad - Medveščak u Radićevoj ulici 30. U zgradi u kojoj je crkva danas smještena, prije se nalazila Prva hrvatska štedionica. Zgrada je građena od 1880. do 1882. godine prema projektu Janka Josipa Grahora, a izgradilo ju je građevno poduzetništvo “Grahor i Klein”.

## Povijest baptista u Zagrebu
Povijest djelovanja baptističke crkve u Zagrebu seže u 19. stoljeće. Christian Palmer bio je prvi čovjak iz Zagreba za kojeg postoje podaci da je bio član baptističke crkve. On je 1870. godine bio kršten u Beču u baptističkoj crkvi koju je vodio Edward Millard. Palmer je djelovao kao kolporter Britanskog i inozemnog biblijskog društva, distribuirajući do 1875. godine Biblije.
Godine 1872., Heinrich Meyer, također kolporter Britanskog i inozemnog biblijskog društva, dolazi sa suprugom Mathildom u Zagreb i počinje održavati bogoslužja u svom domu, okupljajući vjernike njemačke narodnosti. Ova rana okupljanja koja su trajala od srpnja 1872. do ožujka 1873. godne, predstavljaju početke baptističkog djelovanja u Zagrebu.
Prvi pokušaj službene registracije baptističke crkve u Zagrebu, 1891. godine, nije uspio, ali je kao dokaz o tom pokušaju ostao otisak pečata u pjesmarici s teksom: ‘I. HRV. PRAVOKRŠĆ. BOGOŠTOVNA OPĆINA U ZAGREBU. UTEMELJENO 1891.’ 
Godine 1905. baptistička je vjeroispovjest zakonski priznata na hrvatskom teritoriju koji je u to vrijeme bio dio Kraljevine Ugarske. Ovo se pokazalo od izuzetne važnosti za zakonsko priznanje baptističke vjeroispovjesti u Kraljevini Srba, Hrvata i Slovenaca te kasnije u Kraljevini Jugoslaviji zato što su ustavi iz 1921. i 1931. godine priznali svaku religiju koja je bila zakonski priznata na bilo kojem području koje je 1918. godine inkorporirano u Kraljevinu Srba, Hrvata i Slovenaca.
Godine 1921. osnovana je prva baptistička općina Zagreb, te se njoj priključuju baptisti iz okolnih mjesta. Ova se godina smatra službenim usnutkom zagrebačke baptističke crkve koja postaje sjedište baptističkoj djelovanja u Hrvatskoj.
U dvadestim se godinama 20. stoljeća zajednica i dalje okupljala u privatnim kućama. Od 1928. okupljanje se održava u prostoru koji je bio posebno uređen za potrebe crkve, na adresi Županijska 8. Bila je to kuća u kojoj je živio propovjednik Vinko Vincek. Danas je ta ista kuća sjedište krčćanske izdavačke djelatnosti Duhovna stvarnost, a adresa i kućni broj promijenjeni su u Basaričekova 2.
U travnju 1935. godine u Radićevoj 30 otvoren je molitveni dom nakon što je u kući u kojoj je nekada bila prva hrvatska štedionca iznajmljena dvorana.

## Galerija
- Zgrada u kojoj se crkva nalazi
- Pročelje
- Informacija o izgradnji zgrade
- Dvorana za molitvu
- Podij
- Propovjedaonica
- Pogled s podija